# The Dark Saga
The Dark Saga är det amerikanska heavy metal/power metal-bandet Iced Earths fjärde studioalbum, släppt 20 maj 1996 av skivbolaget Century Media. Albumet är ett konceptalbum om seriefiguren Spawn, skapad av Todd McFarlane som också ritade omslaget till albumet.
I och med albumet tyckte många fans att Iced Earth hade mjukat upp sitt sound sedan de tidigare, mer arga och mer thrash metal-influerade albumen.

## Albumets historia
Albumet följer historien om en man som dör och därefter säljer sin själ till djävulen för att få återvända till sin sanna kärlek på Jorden, men han finner att hon förälskat sig i hans bästa vän. Han blir så helt ensam, och fastän det finns gott inom honom influeras han av mörka krafter, och allt han önskar nekas han. Till och med döden.

## Låtar på albumet
1. "Dark Saga" (Jon Schaffer) – 3:42
2. "I Died for You" (Schaffer) – 3:48
3. "Violate" (Schaffer) – 3:38
4. "The Hunter" (Schaffer) – 3:55
5. "The Last Laugh" (Matt Barlow/Schaffer/Randall Shawver) – 3:46
6. "Depths of Hell" (Al Simmons/Schaffer/Shawver) – 3:01
7. "Vengeance Is Mine" (Barlow/Schaffer/Shawver) – 4:22
8. "Scarred" (Schaffer/Shawver) – 5:54
9. "Slave to the Dark" (Schaffer) – 4:03
10. "A Question of Heaven" (Schaffer) – 7:40

## Medverkande
Musiker (Iced Earth-medlemmar)
- Jon Schaffer – sång, rytmgitarr
- Matthew Barlow – sång
- Randall Shawver – sologitarr
- Dave Abell – basgitarr
- Mark Prator – trummor

Bidragande musiker
- Tom Morris – bakgrundssång
- Kate Barlow – sång

Produktion
- Jim Morris – producent, ljudtekniker[4]
- Jon Schaffer – producent[4]
- Carsten Drescher – omslaggsdesign
- Todd McFarlane – omslagskonst
- Michael Haynes – foto